# MAHART Gabonatárház
A MAHART Gabonatárház, eredeti nevén Csepeli Gabonatárház egy ma is működő régi budapesti élelmiszeripari épület.

## Építése
A Gabonatárház a Csepel-sziget északi végén, a 20. század első felében megjelent ipari létesítmények közé tartozik, és a csepeli Szabadkikötőben áll. Magát a Szabadkikötőt 1914–1927 között alakították ki a fővárosi teherhajó forgalom fogadására, a gabonatárház pedig 1926–1928-ban épült Mihailich Győző és Hültl Dezső tervei alapján a gabonaszállítmányok rakodására és tárolására a Soroksári út–Csepel vontatóvágány kikötői iparvágányai mellett.
Mihailich épület terveit és a statikai számításokat, Hültl az architektonikus kiképzést készítette. A kivitelézést a Pittel és Brausewetter budapesti vállalat végezte el.
A Gabonatárház mellett az 1920-as években egy 40 x 20 méteres rakodószín (áruhangár), két db, 50 m nyílású híddaru, 6 db villamos emelődaru is épült a rakodás megkönnyítésére.

## Jellemzői
Az épület hossza 95,8 m, szélessége 36,3 m.
Három fő egysége egymás mellett függőlegesen, az épület hosszában:
- I. nyolcszögletű és négyzet alakú cellákból álló, ömlesztett áru tárolására szolgáló[5] siló
- II. gépház (kiemelkedő toronnyal), feladata a mérleg- és raktárfelvonók, az elosztó- és szállító szalagok, zsákoló mérlegek stb. mozgatása[6]
- III. tíz emeletes, zsákolt áru tárolására szolgáló[5] raktár

Negyedik egység a több fölött, hosszában elhelyezkedő összefüggő, négy emeletes padlástér. Az alsó szintek természetes megvilágításáéért és szellőztetéséért lépcsőzetes formájúra képezték ki. Érdekesség, hogy a szokatlan formához tartozó úgynevezett gombafödém mintadeszkázata anyagi megtakarítással is járt a bordás födém esetleges költségével szemben. Építése idején Magyarország legnagyobb gombafödémes épülete volt.
Az épület anyaga vasbeton, kizárólag a födémek és a pillérek közötti mezők vannak kifalazva és fröcskölt cement-habarcs vakolattal ellátva. Az épület (nyereg)tetejét szintén vasbetonból készítették, majd eternit borítással látták el.
Az épület alápincézett.
A létesítményt úgy tervezték, hogy rakodásnál az árut pnematikus úton emeljék ki a hajókból, majd szállítószallagon vigyék a raktárakban vagy a silóba.
Adatok táblázatos formában megjelenítve:
| Jellemző                | Nagyság         |
| ----------------------- | --------------- |
| hossz                   | 95,8 m          |
| szélesség               | 36,3 m          |
| magasság az ereszig     | 30 m            |
| magasság a toronyig     | 52 m            |
| összbefogadóképesség    | 30.000 t gabona |
| siló befogadóképesség   | 10.000 t gabona |
| raktár befogadóképesség | 20.000 t gabona |
| emeletek száma          | 14              |
| alapterület             | 40 x 100 m      |

## Stílusa
Külső homlokzati kialakítása szempontjából az épületet nem minősítették modernnek 1930 körül. Egyszerű tagolása pilaszterekkel és lizénákkal viszont eltávolodást mutat a történelmi stílusoktól is, és a lépcsőzetes tetőt, a tornyot, és a kis méretű ablakokat sem esztétikai, hanem gyakorlati célokból alakították ki rajta. Összhatásában Peter Behrens német építész 1910-es évekbeli korai modern épületeit juttathatja a szemlélők eszébe.
A Tér és Forma építészeti folyóirat így értékelte 1930-ban a létesítményt:
„A magyar gazdaság egyik legnagyobb építészeti létesítménye a csepeli állami szabad kikötő hatalmas gabonatárháza, mely Hültl és Mihajlits műegyetemi tanárok tervei szerint épült. Külsejében igen benyomásteljes építészeti tömege, mely magasra emelkedő tornyával Budapest déli részein uralkodik. Míg külsején nemes építészeti tradíciók nyomai élnek még, addig belső konstruktív mivoltában teljesen mai szerkezetek uralkodnak.”

## Jelene
A 13 emeletes épület közel 100 éves, ám ennek ellenére folyamatosan működik. Üzemeltetője a Mahart Gabonatárház Kft. A létesítményben körülbelül 30 000 tonna ömlesztett szemestermény egyidejű raktározását biztosítják, ezen belül 10 000 tonnát silóban, 20 000 tonnát pedig padozatos tárolóban tudnak elhelyezni. Az épületben gabonavizsgáló laboratóriumot is létesítettek.

## További irodalom
- Zielinsky Szilárd: A budapesti kereskedelmi és ipari kikötő építése és a soroksári Dunaág rendezésének munkálatai, Kikötőügyek Kormánybizottsága (Centrum nyomda), Budapest, 1927.